# European chemical Substances Information System
Pour les articles homonymes, voir ESIS.
L’European chemical Substances Information System (ESIS, Système d'information européen sur les substances chimiques) était une base de données chémoinformatique qui fournissait des informations sur les substances chimiques du marché européen, par exemple, les données physico-chimiques, la classification et l'étiquetage des substances, les informations PBT (persistant, bioaccumulable, toxique) ou vPvB (très persistant, très bioaccumulable), les numéros CE (EINECS, ELINCS et « No-Longer Polymers » (de) (NLP, ex-polymères)). ESIS donna accès aux fiches techniques de la base IUCLID (en) (International Uniform Chemical Information Database). En février 2013, ESIS contenait 14 897 noms de substance.